# Plaça d'Espanya (métro de Barcelone)
Plaça d'Espanya est une station de la ligne 8 du métro de Barcelone, appartenant à la FGC, dont elle constitue l'un des terminus. Elle est située sous la place d'Espagne, dans le district d'Eixample, à Barcelone.
Elle est en correspondance direct avec la station Espanya, appartenant à la TMB.

## Situation sur le réseau
Établie en souterrain, Plaça d'Espanya est située sur la ligne 8, après Magòria | La Campana. Elle constitue un des deux terminus de la ligne.

## Histoire
La station est ouverte au public le 27 mai 1926, dotée à l'époque de deux quais latéraux, deux voies commerciales et deux voies de garage, étant servie par un tunnel à voie unique. Les voies sont réduites dans les années 1980, afin de créer une liaison directe avec la station Espanya des lignes 1 et 3. En avril 1997, les voies de garage sont transformées en voies commerciales à l'occasion du dédoublement du tunnel ferroviaire, avec un quai central.

## Service aux voyageurs

### Intermodalité
La station constitue un pôle d'échange ferroviaire entre la ligne 8 du métro de Barcelone et la station Espanya, desservie par la ligne 1 et la ligne 3.

## À proximité
La station donne accès à la place d'Espagne et la Gran Via de les Corts Catalanes.